# Étienne-Gabriel Morelly
Etienne-Gabriel Morelly foi um escritor que, segundo algumas fontes, viveu em Vitry-le-François (França) e que entre 1743 e 1755 publicou diversas obras sobre diferentes temas e se tornou famoso por atacar a propriedade privada. Suas obras mais conhecidas são: "Basiliade" (1753) e do "O Código da natureza" (1755).
Pesquisas recentes questionam a sua existência real, e sustentam que esse personagem seria apenas um pseudônimo, possivelmente utilizado por François-Vincent Toussaint ou por Denis Diderot.
Suas obras influenciaram iluministas como Zimmermann, Wieland, Lessing, Bodmer e Baumgarten.

## Publicações
Em 1743, publicou "Ensaio sobre o Espírito Humano", e, em 1745, publicou "Ensaio sobre o Coração Humano", estas obras, apresentam teorias sobre as fases da aprendizagem e do desenvolvimento da personalidade, que revelam uma visão otimista de Morelly em relação à natureza humana. Além disso revelam a influência das ideias sensualistas sobre Morelly.
Em 1751, publicou "Le Prince les délices des coeurs", que é composto por um diálogo entre um príncipe imaginário, seus cortesãos e seu confidente. Nessa obra tem cunho político e procura idealizar o monarca ideal. Em 1755, publicou "Cartas de Luís XIV", que contém críticas à Luís XV.
Em 1753, publicou Basiliade du célèbre Pilpaï, que é um poema épico em prosa influenciado pelo fascínio que o iluminismo tinha pelo Oriente e pelo Novo Mundo, que contém uma descrição de uma "Idade de Ouro", na qual a sociedade é governada pelo amor recíproco de seus habitantes.
Em 1755, publicou "O Código da Natureza" que é uma abordagem mais realista, pois inclui um programa legislativo para voltar ao Estado em que o governo tivesse como base a natural solidariedade e afeto da humanidade, sendo uma obra inspirada em ideias religiosas, com muitos pontos em comum com os primeiros trabalhos de Rousseau. Nessa obra, Morelly, com base na ideia de que o homem é bom por natureza, defendeu uma sociedade igualitária com a propriedade comunal dos bens, e apresenta um plano detalhado para a criação do estado perfeito.
De acordo com essa obra quase todos os males sociais e morais seriam uma consequência da propriedade privada, e por isso propôs uma constituição que eliminava a propriedade privada, sendo portanto um precursor de Babeuf, Charles Fourier, Pierre-Joseph Proudhon, Louis Blanc, Friedrich Engels e Karl Marx, que se referiram às suas ideias em seus escritos.